# Jan Sendek
Jan Sendek (ur. 6 listopada 1921 w Ignacówce, zm. ?) – polski rolnik i polityk, poseł na Sejm PRL I kadencji. Budowniczy Polski Ludowej.

## Życiorys
Syn Jakuba i Marii. Z zawodu rolnik, był przewodniczącym zarządu spółdzielni produkcyjnej w Wilczkowie. Został członkiem Polskiej Zjednoczonej Partii Robotniczej. W partii tej pełnił funkcję członka komitetu wojewódzkiego we Wrocławiu (1950–1956), sekretarza (od 1960) i I sekretarza (1963–1972) komitetu gromadzkiego w Środzie Śląskiej oraz sekretarza do spraw rolnych komitetu gminnego w Środzie Śląskiej (od 1972), wchodził też w skład egzekutywy jej komitetu powiatowego.
W 1952 uzyskał mandat posła na Sejm PRL I kadencji w okręgu Wrocław, był członkiem sejmowej Komisji Obrotu Towarowego.
Odznaczony Orderem Budowniczych Polski Ludowej (1954) i Srebrnym Krzyżem Zasługi (1951).